# Den femte sanningen
Den femte sanningen (originaltitel: The Golden Notebook) är en roman från 1962 av Doris Lessing. Den har setts som en feministisk bibel. Boken uttrycker ett kraftfullt antikrigs- och anti-Stalin-budskap, en analys av kommunismen och kommunistpartiet i England från 1930-talet till 1950-talet och en undersökning av den knoppande sexuella revolutionen och kvinnorörelsen. 
Den femte sanningen har översatts till ett stort antal andra språk. År 2005 utsåg Time Magazine romanen till en av de 100 bästa engelskspråkiga romanerna sedan 1923.

## Handling
Den femte sanningen är berättelsen om författaren Anna Wulf och handlar om Annas och hennes vän Molly Jacobs liv liksom om deras barn, exmakar och älskare. Den femte sanningen är uppdelad i fem böcker: den svarta boken behandlar Annas erfarenhet i Syd-Rhodesia före och under andra världskriget, den röda handlar om hennes erfarenhet av att vara medlem i kommunistpartiet, den gula berättar om Annas kärleksaffär som slutar illa, och den blå, Annas privata dagbok, där hon skriver om sina minnen, drömmar och känsloliv. I den femte boken, den guldfärgade, gör Anna ett försök att knyta samman fragmenteringen i världen och i sitt liv.  

## Citat
Ett berömt citat lyder: "Vad är det för glädje att vara en fri kvinna när det inte finns några fria män?"[källa behövs]